# Polička-Město
Polička-Město je část města Polička v okrese Svitavy. V roce 2009 zde bylo evidováno 2240 adres. V roce 2001 zde trvale žilo 5520 obyvatel.
Polička-Město leží v katastrálním území Polička o výměře 18,65 km2.